# Фрагментација станишта
Фрагментација станишта је појам који описује појаву настанка дисконтинуитета (фрагментације) у распрострањености станишта организама, што узрокује фрагментацију популације и пропадање екосистема. Фрагментација станишта може бити узрокована геолошким процесима који полако мењају изглед физичке средине (за које се сумња да су једни од главних узрока специјације) или људским активностима, као што је промена намене земљишта, што може брзо да промени животну средину и проyзрокује изумирање многих врста.